# Інфільтрація (гідрогеологія)
Інфільтрáція  (англ. percolation, seepage, infiltration) — процес просочування рідин у пори твердого тіла.
Процес просочування опадів і поверхневих вод у гірські породи й ґрунт капілярними порами, тріщинами та іншими пустотами і рух цієї гравітаційної вологи від поверхні Землі через зону аерації до рівня ґрунтових вод.
Розрізняють інфільтрацію вільну і нормальну.
- Вільна інфільтрація — низхідний рух води у вигляді окр. струменів під дією сили тяжіння і частково капілярних сил по тріщинах або каналах.

- Нормальна інфільтрація — рух води через пори порід зони аерації під дією різниці напорів. Рух інфільтрац. вологи є ламінарним і підкоряється закону Дарсі.

При наявності гідравлічних зв'язків у зоні аерації вода, яка інфільтрується, досягає дзеркала ґрунтових вод, при відсутності — утворюється зависла волога, відділена від дзеркала ґрунтових вод і капілярної облямівки сухим «мертвим» горизонтом. Зависла волога витрачається на транспірацію і випаровування і не бере участі в живленні підземних вод. Відношення кількості опадів, що просочуються в ґрунт, до кількості атмосферних опадів називають коефіцієнтом інфільтрації. Його величина в залежності від інфільтраційної здатності ґрунтів змінюється від 1-3% до 25-30%. Швидкість, з якою ґрунт і вся зона аерації може вбирати дощові і талі води, називається швидкістю інфільтрації і звичайно змінюється від дек. см до дек. м на добу.

## Розрізняють
ІНФІЛЬТРАЦІЯ РІДИНИ, (англ. fluid infiltration, fluid percolation) — просочування рідини з поверхні гірської породи, ґрунту, іншого пористого тіла в середину його порового простору.